# John Bray (Leichtathlet)
John Bray (* 19. August 1875 in Middleport, New York; † 18. Juli 1945 in San Francisco, Kalifornien) war ein US-amerikanischer Leichtathlet und Medaillengewinner bei Olympischen Spielen.
Bray war Student am Williams College, einer der renommiertesten privaten Universitäten in den USA, und außerdem Mitglied des New York Athletic Club (NYAC). Während dieser Zeit zählte er zu den besten Mittelstreckenläufern in den USA. Bei seinen Teilnahmen 1898 und 1899 an den Meisterschaften der Amateur Athletic Union (AAU), was den nationalen Meisterschaften der USA entsprach, belegte er über 880 Yards und 1 Meile jeweils Plätze unter den ersten Drei. Einen Titel konnte er nicht erringen.
Am 30. Mai 1900 nahm Bray an einem Sportfest in Bayonne (New Jersey) teil. Er beteiligte sich an einem Lauf über 1500 Meter, eine für die USA ungewöhnliche Streckenlänge. Seine Laufzeit von 4:09,0 min bedeutete die bis dahin schnellste jemals gelaufene Zeit und wurde inoffiziell als Weltrekord vermeldet. Mit dieser Leistung empfahl er sich für das US-Team, welches zu den Olympischen Sommerspielen 1900 nach Paris reiste.
In Paris beteiligte sich Bray am 800-Meter-Lauf und am 1500-Meter-Lauf. Über 800 Meter konnte er sich zwar für das Finale qualifizieren, belegte dort aber nur den sechsten und letzten Platz.
Die Vorläufe über 1500 Meter sollten am 15. Juli, einem Sonntag, abgehalten werden. Mit Bray wollten sich drei weitere US-Athleten daran beteiligen. Zwei von ihnen, John Cregan und Alex Grant, lehnten jeglichen Sport an einem Sonntag aus religiösen Gründen ab und verzichteten auf einen Start. Die Organisatoren hatten grundsätzlich kein Einsehen mit den Wünschen vieler US-Athleten, die an einem Sonntag keinen Wettkampf bestreiten wollten. Sie entschieden kurzerhand, auf die Vorläufe über 1500 Meter wegen der nunmehr geringeren Teilnehmerzahl zu verzichten, und sofort den Finallauf zu veranstalten. Bray konnte die unerwartete Chance nutzen, wurde bester US-Athlet und belegte knapp zwei Meter vor David Hall den dritten Platz. Die ersten Vier blieben alle unter der Weltrekordzeit von Bray.
Die Platzierungen bei Olympischen Spielen für John Bray:
- II. Olympische Sommerspiele 1900, Paris
  - 1500 m – BRONZE mit 4:07,2 min (Gold an Charles Bennett, GBR mit 4:06,2 min; Silber an Henri Deloge, FRA mit 4:06,6 min)
  - 800 m – Sechster mit unbekannter Zeit (Gold an Alfred Tysoe, GBR mit 2:01,2 min)

Über das weitere Leben von John Bray, der ein Alter von fast 70 Jahren erreichte, ist nichts bekannt.